# 吉高寿男
吉髙 寿男（よしたか としお）は日本の脚本家、劇作家、構成作家である。福岡県芦屋町出身。日本脚本家連盟会員。映像制作集団g所属。
NSC東京校2期生を経て漫才コンビを結成。芸人引退後、松竹シナリオ研究所や日テレ学院でシナリオを学ぶ。文芸社主催のショートショートコンテストで大賞を受賞しデビュー、作品集が電子書籍化。

## 主な執筆作品

### 舞台
- 熱海五郎一座「天然女房のスパイ大作戦」（2014年、新橋演舞場）
- 小倉久寛 祝還暦記念コントライブ「ザ・タイトルマッチ２」（2015年、本多劇場）
- 熱海五郎一座「プリティウーマンの勝手にボディガード」（2015年、新橋演舞場）
- 熱海五郎一座「ヒミツの仲居と曲者たち」（2016年、新橋演舞場）
- 熱海五郎一座「消えた目撃者と悩ましい遺産」（2017年、新橋演舞場）
- 劇団スーパー・エキセントリック・シアター 第55回本公演「カジノ・シティをぶっとばせ！！」（2017年、池袋サンシャイン劇場）
- 伊東四朗 魔がさした記念コントライブ「死ぬか生きるか！」（2018年、紀伊國屋サザンシアター）
- 熱海五郎一座「船上のカナリアは陽気な不協和音」（2018年、新橋演舞場）
- 劇団スーパー・エキセントリック・シアター 第56回本公演「テクニカルハイスクールウォーズ」（2018年、池袋サンシャイン劇場）
- 熱海五郎一座「跳べないスペースマンと危険なシナリオ」（2019年、新橋演舞場）
- 劇団スーパー・エキセントリック・シアター 40周年記念公演「ピースフルタウンへようこそ」（2019年、池袋サンシャイン劇場）
- 劇団スーパー・エキセントリック・シアター 第58回本公演「世界中がフォーリンラブ」（2020年、池袋サンシャイン劇場）
- 熱海五郎一座「Jazzyなさくらは裏切りのハーモニー」（2021年、新橋演舞場）
- 劇団スーパー・エキセントリック・シアター 第59回本公演「太秦ラプソディ」（2021年、池袋サンシャイン劇場）
- 熱海五郎一座「任侠サーカス」（2022年、新橋演舞場）
- 熱海五郎一座「幕末ドラゴン」（2023年、新橋演舞場）
- 熱海五郎一座「スマイルフォーエバー」（2024年、新橋演舞場）
- 熱海五郎一座「黄昏のリストランテ」（2025年、新橋演舞場）

### ドラマ
- 1minutes「影」（2004年、BSフジ）
- 世にも奇妙な物語 15周年の特別編（2006年、フジテレビ）
- LIAR GAME （2007年、フジテレビ）
- フライトパニック（2007年、フジテレビ）
- 未来は今（2009年、Wiiの間）
- CONTROL〜犯罪心理捜査〜（2011年、フジテレビ）
- カクセイ 〜恐怖に目覚める6つのストーリー （2011年、フジテレビ）
- 青山ワンセグ開発（2012年、NHKEテレ）
- ぼくの夏休み（2012年、東海テレビ）
- ダイハツ『新ムーヴ』スピンオフムービー （2013年、見参楽）
- ほっとけない魔女たち（2014年、東海テレビ）
- 癒し屋キリコの約束（2015年、東海テレビ）
- 恋の時価総額（2015年、BSスカパー!）
- 七人の夫-劇団ヘラクレスの掟 NextStage（2018年、東海テレビ）
- 刑事7人 season6（2020年、テレビ朝日）
- 列島制覇-非道のうさぎ-（2021年、U-NEXT）
- 刑事7人 season7（2021年、テレビ朝日）
- ザ・ハイスクールヒーローズ（2021年、テレビ朝日）
- 刑事7人 season8（2022年、テレビ朝日）
- ミッドナイト屋台〜ラ・ボンノォ〜（2025年、東海テレビ・フジテレビ）

### アニメ
- サザエさん（2009年 - 2012年、フジテレビ）
- ドラゴンボール超（2015年 - 2018年、フジテレビ）
- 日本沈没2020（2020年、Netflix）[1]
- アサティール 未来の昔ばなし（2020年、J:COM）
- 忍たま乱太郎（2020年 - 、NHKEテレ）28期、30期、31期、32期、33期
- 逃走中 グレートミッション（2023年 - 2025年 、フジテレビ）
- アサティール2 未来の昔ばなし（2024年、テレビ東京）[2]

### 小説
- 日本沈没2020（2020年、文藝春秋）

### バラエティ
- 推理の館（2011年、フジテレビ）
- ドラマナビヤ（2013年、NHK総合）
- コントの劇場 〜The Actors' Comedy〜（2013年 - 2015年、NHK BSプレミアム）
- 笑点（2015年・2019年・2025年、日本テレビ）
- ザ・ラストヒロイン ～ワルキューレの審判～（2015年、東海テレビ）
- 結成50周年!コント55号 笑いの祭典（2016年、NHK BSプレミアム）
- 欽ちゃんのアドリブで笑（2017年、NHK BSプレミアム）
- 三宅裕司と春風亭昇太のサンキュー歌謡曲一座（2017年、フジテレビ）
- 水谷千重子アワー キーポンフレンズ（2018年、フジテレビ）
- 三宅裕司と春風亭昇太のサンキュー歌謡曲一座（2018年、フジテレビ）